# Hortense Raynal
Pour les articles homonymes, voir Raynal.
Hortense Raynal est une poétesse et performeuse française.

## Biographie

### Origines et formation
Née le 9 novembre 1993 à Rodez de l'union d'une institutrice et d'un moniteur d'auto-école, et quoiqu'originaire du village voisin d'Estaing, Hortense Laure Odette Raynal fait ses classes à l'Institut national universitaire Jean-François-Champollion à Albi, puis au lycée Alphonse-Daudet à Nîmes, où elle suit les cours d'Hélène de Saint-Aubert, qu'elle juge « génialissime » ; de là, elle gagne l'École normale supérieure en 2015, dont elle obtient le diplôme en 2019. Elle est également titulaire du Master de Littérature Française de la Sorbonne en 2017.
Elle a été pendant une année professeure de français au sein de l'Education Nationale.

### Carrière
En 2020, elle est admise à résider un temps à La Factorie.
En 2021, elle réside 1 mois à L'Usine Utopik. En 2022, elle réside 2 mois à La Colle Begat Theater. En 2023, elle est lauréate du dispositif Création en cours des Ateliers Médicis. En 2024, elle réside à La Marelle (Marseille/La Ciotat). Le Centre National du Livre et l'ARL PACA soutiennent son œuvre par le biais de leurs bourses d'écriture.[réf. souhaitée]
En 2021, elle fonde Mater, lequel se propose de rassembler le matrimoine poétique - elle y invite entre autres Rim Battal, Mélanie Leblanc, Albane Gellé, etc. pour échanger à propos de leur travail et de leur vision de la poésie. L'année suivante, elle figure parmi 110 autres poètes dans Ces mots traversent les frontières, anthologie de l'édition annuelle du Printemps des poètes parue au Castor astral. Cette même année, elle intervient sur la scène principale du Marché de la Poésie de Saint Sulpice à Paris sur la question du son du poème et dans The Living Library d'Elke de Rijke.
Elle pratique en parallèle de son activité d'écrivaine la performance, étant formée dans plusieurs domaines tels que des techniques de clown contemporain, la danse Butô, le théâtre physique, le krump. 

## Œuvre
Son premier recueil, Ruralités, reçoit le Prix du premier recueil de poésie de la Fondation Antoine et Marie-Hélène Labbé. Jean-Pierre Lemaire la rapprochera de James Sacré à l'occasion de la remise de Prix au Centre National du Livre le 23 novembre 2022. Christophe Stolowicki, pour sa part, voit en l'autrice « une descendante des troubadours » ainsi que la « petite fille de René Char ».
L'écrivaine publie deux ans plus tard Nous sommes tous des marécages. Mue par une « obsession cartographique », elle propose cependant que l'on s'y « perd[e] ». Ce livre est finaliste du Prix CoPo 2024 et du Prix Ganzo Révélation 2024.
Le 6 mars 2024, elle publie bouche-fumier dans la Collection Sorcières de Cambourakis. Ce troisième opus, en quelque sorte son art poétique où elle recourt au langage comme elle recourt à la terre, est postfacé par Héloïse Brézillon et la couverture est réalisée par Anne-Laure Garicoix. Ce troisième ouvrage est salué par Florian Bardou dans Libération, Stéphane Bataillon dans La Croix et Gaspard d'Allens dans Reporterre.
Elle publie dans de nombreuses revues poétiques telles que Animal, Point de chute, Terre à ciel Sabir, Teste, Lichen, Miroir, Sève, OLGA, DOC(K)S, L'Echarde, Foehn, Les Bacchanales, Margelles, Triages ou encore Fragile, où elle propose également son travail de dessin de formes. 

### Ouvrages
- Ruralités (préf. Marie-Hélène Lafon), Val-de-Reuil, Les Carnets du dessert de Lune, 2021  (ISBN 978-2-39055-004-4).
- Nous sommes des marécages, Bruxelles, Maëlstrom, 2023  (ISBN 978-2-87505-451-7).
- Bouche-fumier (postf. Héloïse Brézillon), Paris, Cambourakis, 2024  (ISBN 978-2-36624-864-7).
- Abandons, Hagetmau, La Crypte, 2025.